# Brille, mon étoile, brille
Pour plus de détails, voir Fiche technique et Distribution.
Brille, mon étoile, brille (en russe : Гори, гори, моя звезда) est un film soviétique réalisé par Aleksandr Mitta, sorti en 1970. Le film est produit par les studios Mosfilm.

## Fiche technique
- Titre français : Brille, mon étoile, brille[3]
- Titre original : Гори, гори, моя звезда, Gori, gori, moya zvezda
- Réalisation : Aleksandr Mitta
- Scénario : Aleksandr Mitta, Youli Dounski, Valeri Frid
- Direction artistique : Boris Blank
- Costumes : Alina Boudnikova
- Photographie : Yuri Sokol
- Montage : Nadejda Veselevskaïa
- Musique : Boris Tchaïkovski
- Son : Igor Ourvantsev
- Société de production : Mosfilm
- Pays d'origine : URSS
- Langue originale : russe
- Format : 35 mm – mono
- Genre : comédie dramatique
- Durée : 92 minutes
- Sortie : 28 septembre 1970

## Distribution
- Oleg Tabakov : Vladimir Iskremas
- Elena Proklova :  Christina Kotliarenko / Jeanne d'Arc[4]
- Evgueni Leonov : Pachka
- Oleg Efremov : Fiodor, artiste autodidacte
- Vladimir Naoumov : capitaine
- Leonid Diatchkov : Okhrime
- Leonid Kouravliov : commissaire Serduk
- Marlen Khoutsiev : prince
- Konstantin Voïnov : officier blanc
- Alexandre Porokhovchtchikov : officier blanc
- Lioubov Sokolova : femme de Fiodor
- Aleksandre Filippenko : tireur
- Anatoli Elisseiev : Vakhromeïev, meurtrier de Fiodor
- Irina Murzaeva : accompagnatrice
- Pavel Vinnik : mari dans le film muet
- Mikaela Drozdovskaïa : femme du capitaine
- Nonna Mordioukova : madame
- Rogvold Soukhoverko  : adjudant